# Cédric Nuytinck
Cédric Nuytinck (Gent, 6 januari 1993) is een Belgische professionele tafeltennisser. Hij speelt linkshandig met de shakehandgreep.

## Belangrijkste resultaten
- Zilver met dubbelpartner Jakub Dyjas op de Europese kampioenschappen tafeltennis 2020.
- Achtvoudig Belgisch kampioen enkelspel.